# Jamesbrittenia myriantha
Jamesbrittenia myriantha är en flenörtsväxtart som beskrevs av O.M. Hilliard. Jamesbrittenia myriantha ingår i släktet Jamesbrittenia och familjen flenörtsväxter. Inga underarter finns listade i Catalogue of Life.